# Puyallup
Puyallup (wymowaⓘ) – miasto w Stanach Zjednoczonych, w stanie Waszyngton, w hrabstwie Pierce.

## Geografia
Współrzędne geograficzne miasta Puyallup to 47°10′33″N 122°17′37″W.
Według danych United States Census Bureau Puyallup ma powierzchnię 36,89km², z czego 0,2km² (= 1,65 %) to woda. Puyallup położone jest 13 m n.p.m..

## Demografia
Według spisu ludności z 2022 roku, który został wykonany przez United States Census Bureau, w Puyallup mieszkało 42 452 mieszkańców. Według tych danych 77,7% stanowili Biali, 0,5% rdzenna ludność Alaski, 5,9%  to Azjaci, 3,8% to czarnoskórzy lub Afroamerykanie, 1,1% to Hawajczycy i pochodzący z innych wysp Pacyfiku. Hiszpanie lub Latynosi stanowili 7,9%.